# Fc (Unix)
Ne doit pas être confondu avec fc (DOS).
fc est une commande Unix standard permettant de lister, d'éditer et de réexécuter des commandes précédemment utilisées,.

## Paramètres
- -l : liste l'historique des commandes passées (comme history).
- -n : en combinaison avec "-l", retire les numéros des commandes de la liste.
- -s : réexécute une commande de l'historique (comme sudo !! le fait avec la dernière).

## Exemples
```
$
 
fc
 
-l

1001
 
ls
$
 
fc
 
-s
 
1001

ls
...

```